# Partido Democrático Unificado (Gambia)
El Partido Democrático Unificado es un partido político gambiano afiliado a la Unión Democrática Internacional y fundado en 1996 por el abogado defensor de los derechos humanos Ousainou Darboe. Entre 1996 y 2017 consistió en la principal fuerza opositora al régimen represivo de Yahya Jammeh y su partido, la Alianza para la Reorientación y la Construcción Patriótica. Fue el partido en el poder, desde la caída del gobierno de Jammeh entre diciembre de 2016 y enero de 2017 hasta 2022 cuando el partido perdió su mayoría en la Asamblea Nacional.
Logró el 32,60 % de los sufragios en las elecciones presidenciales del 18 de octubre de 2001, logrando una segunda posición. El partido boicoteó las elecciones legislativas del 17 de enero de 2002. El UDP se sumó a la Alianza Nacional para la Democracia y el Desarrollo en 2005, pero esta alianza solo duró poco tiempo debido a las diferencias de opinión de los diferentes jefes de la oposición. El UDP es el partido de oposición más popular de Gambia, logrando casi el 35 % de los votos en 2001 y 27 % en 2006. Sin embargo, Darboe denunció los resultados de las elecciones presidenciales de 2006, aduciendo que fue un escrutinio injusto y no libre.
El eslogan del partido es "Justicia, Paz y Progreso" y la bandera consiste en un fondo amarillo y dos manos entrelazadas como símbolo de unidad. El partido permite dos tipos de adhesión: individual y afiliada (esta última incluyendo las asociaciones de agricultores, los sindicatos, las asociaciones culturales y de juventud, etc). Los miembros ejecutivos del UDP son Yaya Jallow, Ebraima Manneh, Amadou Taal, el abogado Mariam Denton y Momodou No Shyngle Nyassi, entre otros.
En las elecciones presidenciales de 2016, tras la detención de Darboe, el partido se alió con las principales organizaciones políticas de Gambia en lo que se conoce como Coalición 2016 o Coalición Gambia ha Decidido (Gambia has Decided en inglés). Adama Barrow, hasta entonces tesorero del partido, fue elegido como candidato presidencial, debiendo renunciar antes a la membresía dentro del mismo como figura independiente. La Comisión Electoral declaró el triunfo de Barrow por 263.515 votos (un 45,5 por ciento de las papeletas) a favor frente a los 212.099 (un 36,7 por ciento) obtenidos por Jammeh. Era la primera vez que el candidato del UPD no era su líder histórico Darboe por cuestiones de edad dado que la Constitución fija hasta los 65 años el límite para ser candidato, además, en julio fue condenado a tres años de prisión por participar en una manifestación prohibida.

## Historia

### Fundación
Tras el golpe de Estado de 1994 que derrocó al gobierno democrático de Dawda Jawara, Yahya Jammeh asumió la jefatura de estado y gobierno de facto y decretó la prohibición de cualquier organización política fundada antes de ese año (eliminando, mediante esta medida, a cualquier partido político hasta entonces existente). Mientras Jammeh fundaba su propio partido, la Alianza para la Reorientación y la Construcción Patriótica, el abogado de derechos humanos Ousainou Darboe, estableció, reuniendo a varios de los antiguos partidos de la oposición, el Partido Democrático Unificado, basándose en los valores de "la Democracia, el Constitucionalismo, y el Estado de Derecho". El 29 de septiembre de 1996, Darboe se presentó como candidato para las primeras elecciones presidenciales bajo la nueva constitución posterior al golpe, en las que quedó segundo con el 35.84% de los votos después de Jammeh, que obtuvo el 55.77%. Darboe intentó impugnar el resultado, alegando fraude electoral, sin éxito.

### Principal partido opositor: 1996-2017
En las elecciones parlamentarias, celebradas el 2 de enero de 1997, a pesar de la intimidación a los votantes y de la aplastante mayoría absoluta del APRC, el UDP obtuvo 7 de los 48 escaños electos, con el 33.97% del voto popular, lo que inició su trayectoria como el principal movimiento opositor al régimen de Jammeh. Desde entonces, el UDP pasaría las siguientes dos décadas entre el abstencionismo electoral y posterior fracaso en las elecciones parlamentarias, y la candidatura de Darboe a la presidencia, quedando siempre en segundo lugar. En 2001, Darboe obtuvo poco más del 32% de los votos, como segunda fuerza detrás de Jammeh. El partido decidió boicotear las elecciones parlamentarias de 2002, alegando fraude generalizado. En las elecciones presidenciales de 2006, Darboe quedó nuevamente segundo con el 26.7% de los votos (su resultado más bajo hasta entonces), mientras que Jammeh obtuvo más del 67%. Darboe se quejó del fraude electoral, mientras que el tercer candidato, Halifa Sallah, negó que alguno de sus partidarios se hubiera visto intimidado.
Durante la década de 2000, el UDP mantuvo diversas alianzas con otros partidos, que tenían como finalidad desbancar del poder electoralmente a Jammeh. Luego de que los partidos políticos previos a 1994 fueran legalizados a principios de la década, el UDP formó en 2006 la Alianza Nacional para la Democracia y el Desarrollo, junto con el Partido de Reconciliación Nacional, el antiguo Partido Popular Progresista, entre otros. A pesar de las esperanzas iniciales, que llevaron al UPD a abandonar el abstencionismo en 2007, las elecciones parlamentarias que siguieron no fueron muy diferentes a las anteriores, y el partido solo obtuvo 4 escaños.
En las elecciones presidenciales de 2011, Darboe volvió a ser el segundo candidato más votado, pero recibió un resultado sumamente bajo del 17.4% de los votos, detrás de la aplastante victoria de Jammeh con el 71.5%. Mientras que los demás candidatos rechazaron la idea de que hubiera fraude, Darboe impugnó la elección y desconoció los resultados. Una de las principales quejas de Darboe fue la intimidación al electorado por medio de la presencia de vehículos militares en las calles. La Comisión Electoral Independiente aseguró que no había intimidación alguna, y que "es imposible manipular elecciones en Gambia". Ante este panorama, en las elecciones parlamentarias que siguieron en 2012, el UDP (junto con casi todos los demás opositores exceptuando el Partido de Reconciliación Nacional) optó nuevamente por el abstencionismo, principalmente luego de que el gobierno rechazara su solicitud de aplazar las elecciones. Darboe declaró que el gobierno estaba manipulando los resultados y exigió la intervención de la Comunidad Económica de Estados de África Occidental (CEDEAO).

## Resultados legislativos
| Año  | # de votos | % de votos | # de escaños | +/– | Posición           |
| ---- | ---------- | ---------- | ------------ | --- | ------------------ |
| 1997 | 104.568    | 33.97      | 7/45         |     | Oposición          |
| 2002 | Abstención | Abstención | 0/48         | 7   | Extraparlamentario |
| 2007 | 57.545     | 21.8       | 4/48         | 4   | Oposición          |
| 2012 | Abstención | Abstención | 0/48         | 4   | Extraparlamentario |
| 2017 | 142.146    | 37.47      | 31/53        | 31  | Gobierno           |
| 2022 |            |            | 15/53        | 16  | Oposición          |